# Henrietta (Texas)
 For alternative betydninger, se Henrietta (flertydig). (Se også artikler, som begynder med Henrietta)
Henrietta er en amerikansk by og administrativt centrum for det amerikanske county Clay County i staten Texas. I 2000 havde byen et indbyggertal på 3.264.
33°49′N 98°12′V / 33.817°N 98.200°V